# Elektra (Apfel)

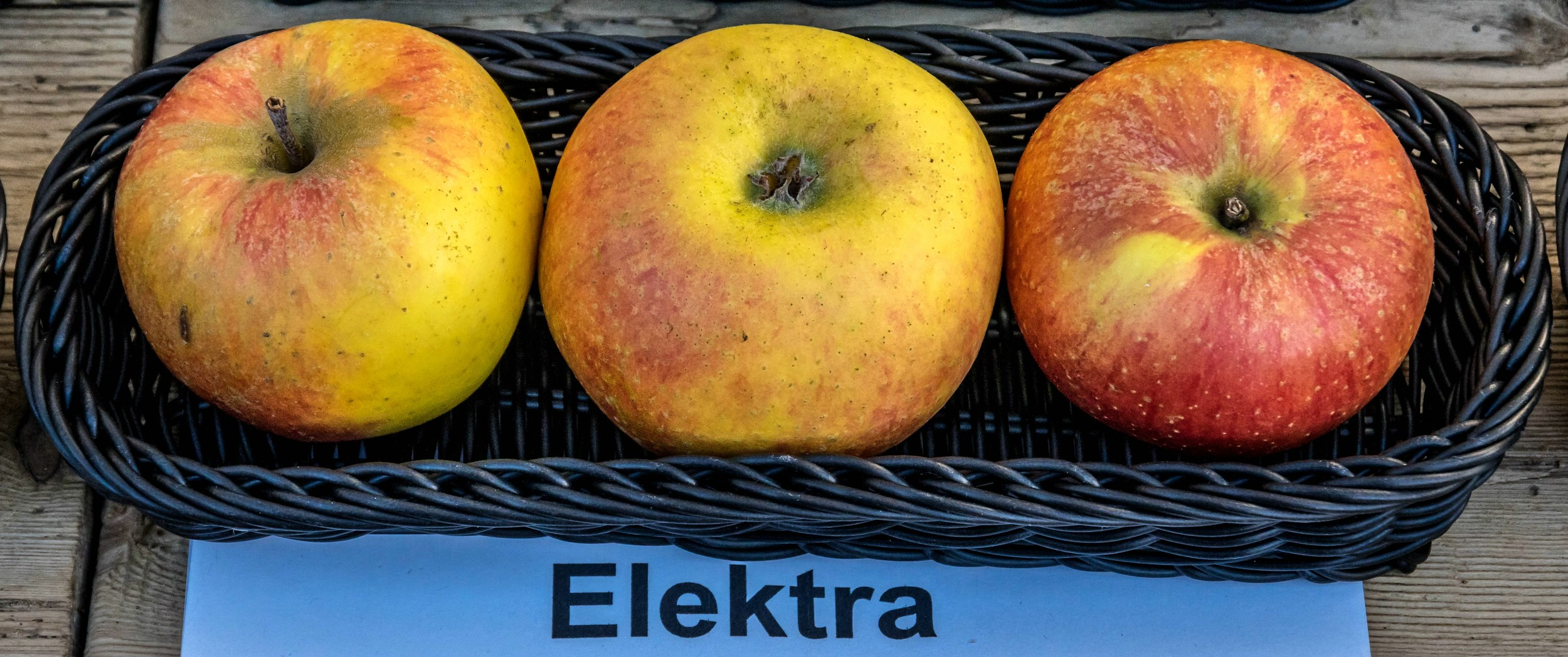
Ansicht der Frucht

Elektra ist eine Sorte des Apfels (Malus domestica), die eine Kreuzung aus 'Cox Orangenrenette' und 'Geheimrat Dr. Oldenburg' darstellt. Sie wurde am Institut für Acker- und Pflanzenbau in Müncheberg gezogen.

## Beschreibung
Der anfangs mittelstark- und später schwachwüchsige Baum bildet schräg aufrechte, wenig verzweigte Leitäste aus. Die kleine Krone hat eine breitkegelige Form. Die Sorte ist stark anfällig gegen Krebs, aber nur gering anfällig gegen Mehltau. 
Die Blütezeit ist lang anhaltend. Die Blüten entwickeln sich nur an Kurztrieben und sind frostempfindlich. 
Die kleine bis mittelgroße Frucht wird 68 mm breit und 58 mm hoch und erreicht ein Gewicht von 95 bis 100 Gramm. Die trockene bis raue und harte Schale ist grünlichgelb gefärbt und bräunlichrot bis rotbraun überzogen. Das gelblichweiße Fruchtfleisch ist fest, feinzellig, saftig, süß mit wenig Säure und edelaromatisch. Die Pflückreife reicht von Mitte bis Ende Oktober. Die Genussreife geht von November bis Februar. Der Apfel ist kaum druckempfindlich und daher lagerfähig. Er ist geeignet für Frischverzehr und häusliche Verarbeitung.